# Seenotrettungsstation Eckernförde
Die Seenotrettungsstation Eckernförde befindet sich im Stadthafen der Ostseestadt Eckernförde am Westende der Eckernförder Bucht. Die Deutsche Gesellschaft zur Rettung Schiffbrüchiger hat für die freiwilligen Seenotretter vor der Holzbrücke ein Seenotrettungsboot (SRB) stationiert, das bei einem Seenotfall kurzfristig besetzt werden kann. Im Regelfall erfolgt die Alarmierung durch die Zentrale der DGzRS in Bremen, wo die Rettungsleitstelle See (MRCC Bremen) ständig alle Alarmierungswege für die Seenotrettung überwacht.

## Rettungsboot und Einsatzgebiet
Aktuell liegt das die ECKERNFÖRDE am Nordende der Holzbrücke vor dem Stationsgebäude. SRB 59 ist ein Boot der aktuellen Bauform mit einer Länge von 9,5 Meter, wurde 2004 bei der Lürssen-Werft in Bardenfleth gebaut und am 28. Juni 2004 getauft. Die Retter sichern damit die Schifffahrt auf der Förde, die 17 Kilometer ins Landesinnere von Schleswig-Holstein hineinragt. Neben dem Traditionshafen gibt es an der Bucht einige Yacht- und Sportboothäfen und den Tiefseehafen der Deutschen Marine im Stadtteil Louisenberg. Das Revier der DGzRS reicht bis hinaus zur Halbinsel Dänischer Wohld, vor der die Untiefe Stollergrund liegt. Hauptsächlich werden Einsätze der Retter für die Angel- und Sportboote erforderlich. Als Sammelort und Werkstatt der Freiwilligen dient das Stationsgebäude, das sich direkt am Anleger des SRB befindet.
Bei einem größeren Notfall im Seegebiet kommt Hilfe durch Seenotrettungskreuzer von der Seenotrettungsstation Laboe oder von der Seenotrettungsstation Olpenitz. Auch gegenseitige Hilfseinsätze erfolgen mit und bei den freiwilligen Rettern der Nachbarstationen:
- Boot der Seenotrettungsstation Damp
- Boot der Seenotrettungsstation Schilksee

## Geschichte

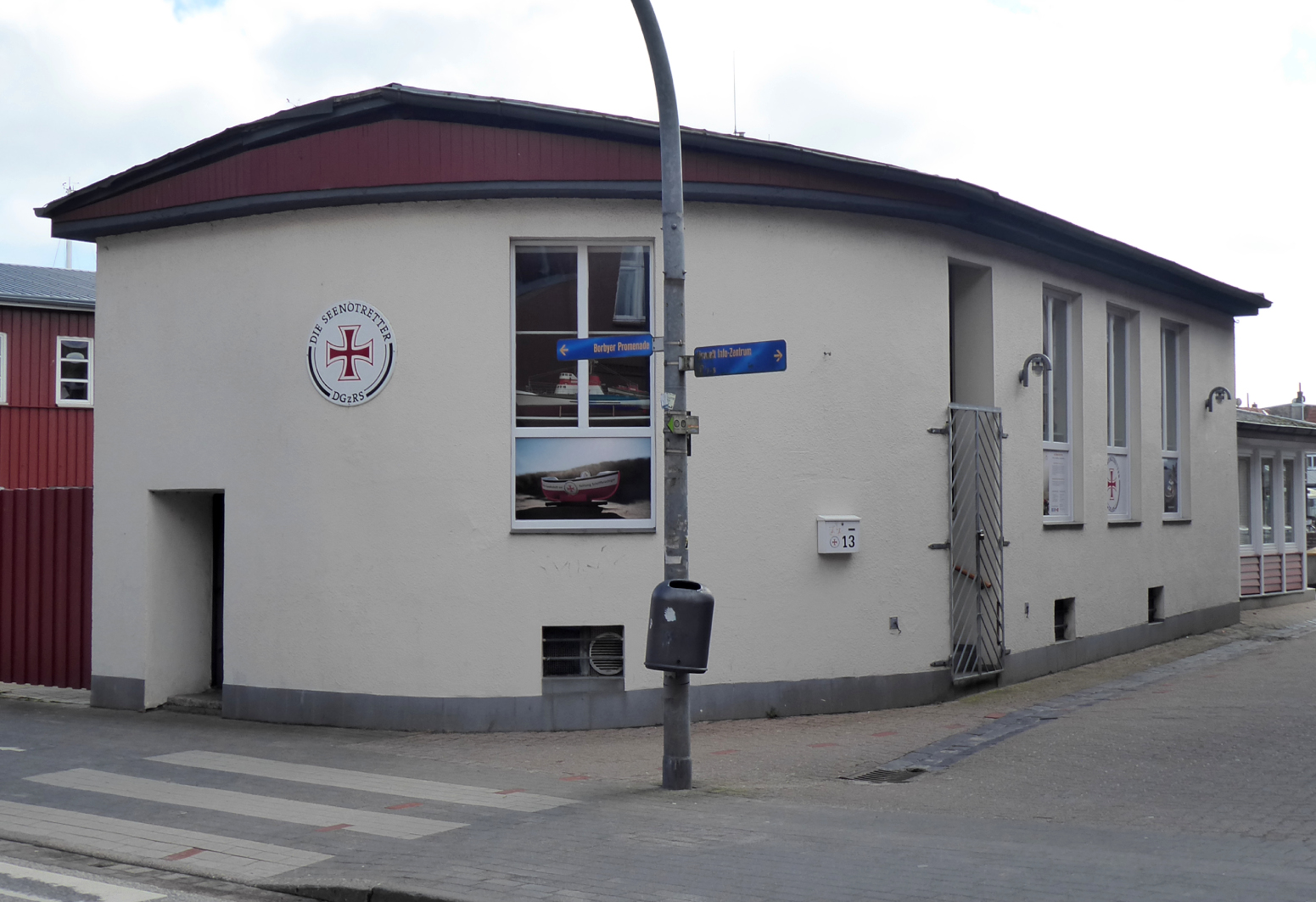
Stationsgebäude Eckernförde

Bei Gründung der Station lag sie noch im Segelhafen des Segelclubs Eckernförde und erhielt am 30. April 1982 das sieben Meter lange Seenotrettungsboot UMMA. Diese wurde 1985 von dem 1977 gebauten Seenotrettungsboot CARL A. WUPPESAHL abgelöst. Nach der Jahrtausendwende erfolgte die Verlegung der Station vom Segelhafen an den heutigen Standort.

## Historie der motorisierten Rettungseinheiten
| Stationierung von Seenotrettungsbooten |                   |          |                   |                            |         |                      |                              |
| Zeitraum                               | Schiffsname       | Reg.-Nr. | Länge oder Klasse | Anz. Motoren ges. Leistung | Geschw. | vorige Station       | Verlegung nach oder Verbleib |
| 1982 → 1985                            | UMMA (I)          | KRST 21  | 7-m-Klasse (I)    | 1 → 54 PS                  | 10,0 kn | von Helgoland        | → Damp                       |
| 1985 → 2004                            | CARL A. WUPPESAHL | KRST 26  | 9-m-Klasse        | 1 → 150 PS                 | 15,0 kn | von Fedderwardersiel | verkauft                     |
| seit 2004                              | ECKERNFÖRDE       | SRB 59   | 9,5-m-Klasse      | 1 → 320 PS                 | 18,0 kn | Neubau               | auf Station                  |

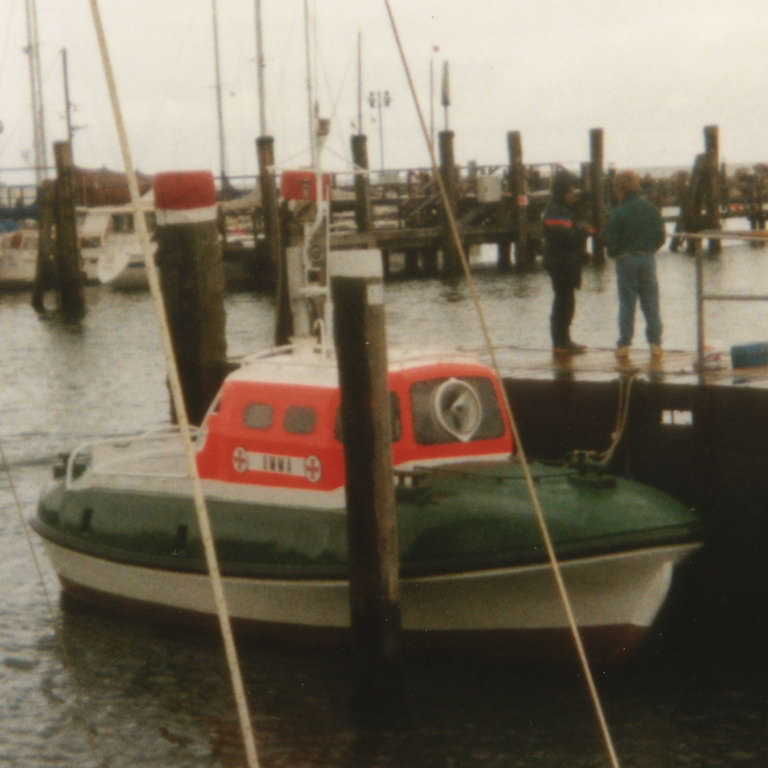
Die UMMA in Damp
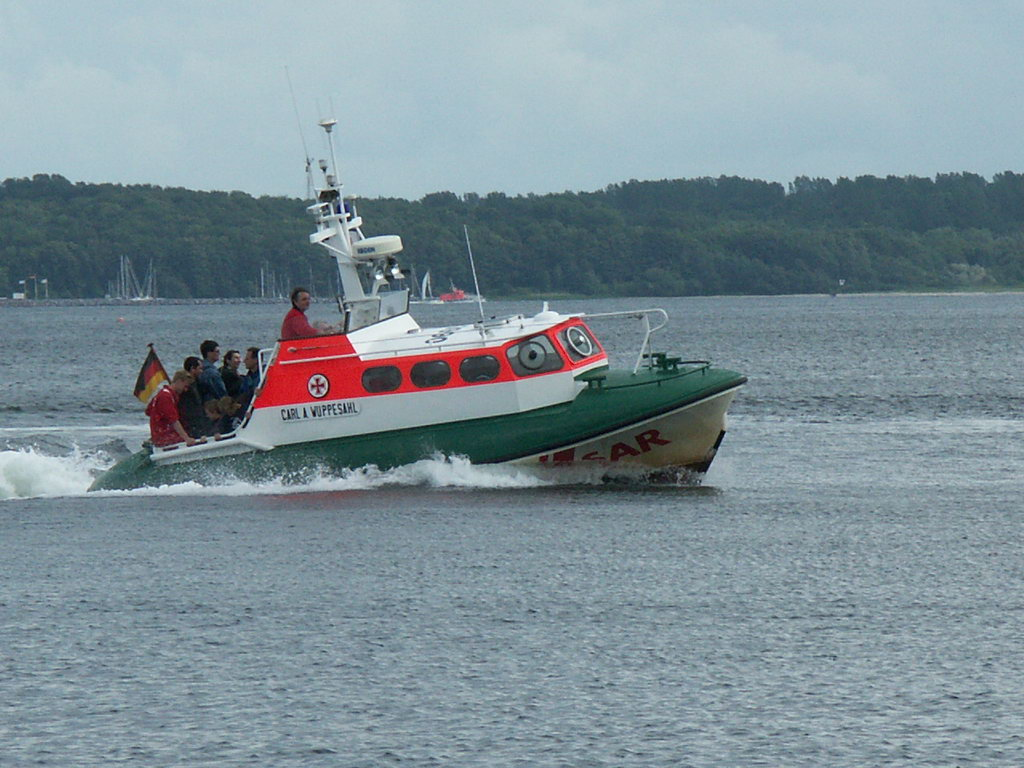
Die CARL A. WUPPESAHL in Schilksee
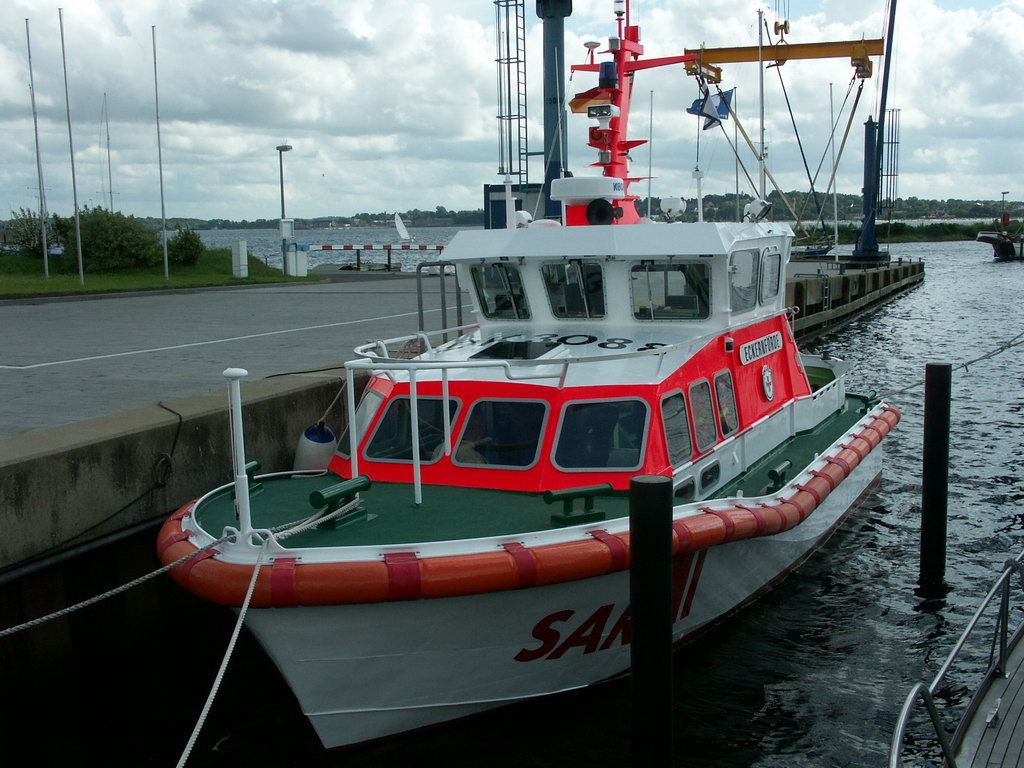
Die ECKERNFÖRDE am Liegeplatz im Segelhafen (2004)